# Star Ocean (jeu vidéo)
Pour les articles homonymes, voir Star Ocean.
 (décembre 2021).
La mise en forme du texte ne suit pas les recommandations de Wikipédia : il faut le « wikifier ».
Les points d'amélioration suivants sont les cas les plus fréquents. Le détail des points à revoir est peut-être précisé sur la page de discussion.
- Les titres sont pré-formatés par le logiciel. Ils ne sont ni en capitales, ni en gras.
- Le texte ne doit pas être écrit en capitales (les noms de famille non plus), ni en gras, ni en italique, ni en « petit »…
- Le gras n'est utilisé que pour surligner le titre de l'article dans l'introduction, une seule fois.
- L'italique est rarement utilisé : mots en langue étrangère, titres d'œuvres, noms de bateaux, etc.
- Les citations ne sont pas en italique mais en corps de texte normal. Elles sont entourées par des guillemets français : « et ».
- Les listes à puces sont à éviter, des paragraphes rédigés étant largement préférés. Les tableaux sont à réserver à la présentation de données structurées (résultats, etc.).
- Les appels de note de bas de page (petits chiffres en exposant, introduits par l'outil «  Source ») sont à placer entre la fin de phrase et le point final[comme ça].
- Les liens internes (vers d'autres articles de Wikipédia) sont à choisir avec parcimonie. Créez des liens vers des articles approfondissant le sujet. Les termes génériques sans rapport avec le sujet sont à éviter, ainsi que les répétitions de liens vers un même terme.
- Les liens externes sont à placer uniquement dans une section « Liens externes », à la fin de l'article. Ces liens sont à choisir avec parcimonie suivant les règles définies. Si un lien sert de source à l'article, son insertion dans le texte est à faire par les notes de bas de page.
- La présentation des références doit suivre les conventions bibliographiques. Il est recommandé d'utiliser les modèles {{Ouvrage}}, {{Chapitre}}, {{Article}}, {{Lien web}} et/ou {{Bibliographie}}. Le mode d'édition visuel peut mettre en forme automatiquement les références.
- Insérer une infobox (cadre d'informations à droite) n'est pas obligatoire pour parachever la mise en page.

Pour une aide détaillée, merci de consulter Aide:Wikification.
Si vous pensez que ces points ont été résolus, vous pouvez retirer ce bandeau et améliorer la mise en forme d'un autre article.
Star Ocean est un jeu vidéo d’action et de rôle développé par tri-Ace et édité par Enix pour la Super Famicom. Premier jeu de la série Star Ocean, il n’est sorti qu’au Japon en juillet 1996, et a été le premier jeu développé par tri-Ace, composé d’un personnel qui avait précédemment quitté la Wolf Team en raison de différents lors du processus de développement de Tales of Phantasia avec Namco en 1995. Le jeu utilisait une puce de compression spéciale dans sa cartouche pour compresser et stocker toutes les données du jeu en raison de la possession de graphismes qui repoussaient les limites de la Super Famicom. De plus, le jeu avait un doublage pour l’intro du jeu et des clips vocaux qui jouaient pendant le gameplay de bataille du jeu, une rareté pour les jeux sur le système.
L'histoire implique trois amis qui, tout en cherchant un remède à une nouvelle maladie, entrent en contact avec une fédération spatiale qui est en guerre avec une autre puissance galactique. En utilisant des techniques de pointe et des voyages dans le temps, le groupe tente de découvrir la cause de la guerre et de trouver un remède pour leur planète. La version Super Famicom n'a jamais été publiée en dehors du Japon en raison de la fermeture de sa filiale américaine par Enix peu de temps avant la fin du jeu, ainsi que de l'accent mis par Nintendo sur la prise en charge de la console de jeu vidéo Nintendo 64 à venir. Cependant, le jeu a ensuite été refait par Tose pour la PlayStation Portable sous le titre Star Ocean: First Departure , et sorti dans les régions anglophones d'Amérique du Nord, d'Europe et d'Australie en octobre 2008. Une version remasterisée intitulée Star Ocean: First Departure R  est sortie sur Nintendo Switch et PlayStation 4 dans le monde en décembre 2019. Le jeu était le début de toute la série Star Ocean, avec six jeux principaux, 3 spin-offs, un remake, un remaster et un manga.

## Système de jeu
Star Ocean est un jeu de rôle qui se joue dans une perspective descendante. Le joueur parcourt un personnage à travers le monde, explore des villes et des donjons et interagit avec des personnages non-joueurs. Contrairement au jeu original, le remake de PlayStation Portable comprend une carte du monde pour que le joueur puisse naviguer,.

### Équipe
En progressant dans le jeu, le joueur peut recruter jusqu'à huit personnages supplémentaires pour voyager aux côtés du protagoniste ; certains recrutements se font automatiquement, tandis que d'autres ne se produisent qu'en fonction des actions précédentes et des options prises par le joueur. Bien que seuls 8 personnages puissent être recrutés dans une partie, dix personnages sont disponibles pour être recrutés et, par conséquent, tous les personnages ne peuvent pas être recrutés en une seule partie. Certains personnages ne peuvent pas être recrutés à moins que le groupe des joueurs n'ait une taille spécifique ou que les joueurs n'aient pris des décisions d'histoire spécifique . Dans First Departure, les joueurs ont la possibilité de recruter des personnages qu'ils n'avaient pas auparavant la possibilité d'ajouter à leur groupe.

### Combat
Lorsque les joueurs déplacent leur groupe dans les donjons du jeu, des batailles aléatoires se produisent. Le combat se fait en vue 3D isométrique. Contrairement aux jeux de la série Final Fantasy ou Dragon Quest, les batailles ne sont pas au tour par tour, mais se déroulent en temps réel . Les joueurs ne contrôlent pas non plus directement toutes les actions de leurs personnages, mais choisissent plutôt des stratégies de combat à l'avance pour tous leurs personnages, sauf un, qui se déplacent et attaquent automatiquement leur ennemi le plus proche,,. Un système d'attaque combo a été ajouté à First Departure où les attaques spéciales s'empilent pour devenir plus puissantes. Les joueurs peuvent équiper les personnages de quatre capacités spéciales avec des emplacements "au contact" et "à distance", alors que le remake a réduit ce nombre à deux. Jusqu'à quatre personnages peuvent participer aux batailles, mais le joueur ne peut en contrôler qu'un à la fois, laissant les autres être contrôlés par l'intelligence artificielle. Le joueur peut changer le personnage contrôlé au combat. Tous les personnages ont une option "attaque" standard, dans laquelle l'objet équipé du personnage est utilisé pour attaquer n'importe quel ennemi sur lequel le joueur s'est verrouillé. De plus, des techniques spéciales appelées symbologie peuvent également être utilisées, et ont le potentiel d'infliger plus de dégâts, mais coûtent des PM (points mentaux). Les attaques spéciales sont attribuées avant le début du combat.

### Personnalisation
Les points spéciaux (en abrégé "SP" dans le jeu) sont également récompensés lors des combats et sont utilisés pour personnaliser les capacités du personnage. Par exemple, l'attribution de SP à la capacité de cuisine accorde ou améliore la capacité d'un personnage donné à fabriquer des aliments consommables à partir de matières premières afin de soigner les personnages des dégâts subis lors des batailles. La création d'objets peut permettre aux personnages de créer des armes et des équipements plus puissants que ceux disponibles à l'achat dans les magasins et les villes. Les articles individuels sont limités à 20.

### Système affectif
Star Ocean a un mécanisme de jeu appelé « actions privées » qui joue un rôle dans le développement du personnage. Bien qu'entièrement facultatives, elles révèlent souvent l'histoire supplémentaire de personnages particuliers ou ont d'autres effets variables sur le gameplay. En arrivant dans une ville, le joueur peut choisir que tous les personnages du groupe se séparent temporairement et se séparent dans les limites de la ville. Le joueur conserve le contrôle de Ratix uniquement et est capable de rechercher les autres personnages. En trouvant d'autres membres du groupe, divers événements peuvent se produire ; Parfois, il n'y a que de petites discussions, d'autres fois, des événements plus importants se produisent, qui peuvent même nécessiter un choix de la part du joueur. Selon les résultats, cela peut amener les personnages à gagner ou à perdre de l'« affinité » envers les autres personnages du groupe. Par exemple, si un personnage en aime un autre, le niveau d'affinité sera élevé, mais si le premier est maltraité, cela diminuera ses sentiments pour le second. L'affinité d'un personnage l'un envers l'autre peut avoir des effets sur le reste du jeu. L'affinité affecte également les fins de personnage que les joueurs voient. Alors que l'intrigue globale du jeu se termine toujours en grande partie de la même manière, diverses parties de la fin sont modifiées, ajoutées ou laissées de côté, en fonction de l'affinité des personnages à la fin du jeu.

## Synopsis

### Terrain
Le jeu se déroule en SD 346 (AD 2432) et commence dans la petite ville de Kratus sur la planète sous-développée de Roak. Là, quelques-uns des jeunes Fellpool (gens ressemblant à des chats), Roddick, Millie et Dorne, font partie de la "Force de défense" locale du village, qui défend le village contre les menaces mineures telles que les voleurs et les pillards. Cependant, un jour, une ville voisine, Coule, commence à contracter une terrible maladie qui transforme les gens en pierre. Le guérisseur de la ville, le père de Millie, contracte la maladie en essayant de s'en débarrasser, amenant le groupe à rechercher au mont Metorx une herbe censée guérir toute maladie. Dorne contracte également involontairement la maladie après avoir touché un pigeon infecté.
Lorsqu'ils atteignent le sommet, ils sont confrontés à Ronyx J. Kenny et Ilia Silvestri, deux membres d'équipage de la Fédération de la Terre (Terran Alliance dans le remake PSP) du vaisseau Calnus . Ils les informent que la maladie a été envoyée sur la planète par une race étrangère appelée les Lezoniens, contre laquelle la Fédération de la Terre est en guerre. Roddick et Millie les accompagnent dans leur vaisseau spatial pour les aider à trouver un remède. Ils apprennent que le sang de Fellpool pourrait être utilisé pour traiter un matériau spécial et invisible qui pourrait leur donner un avantage considérable pour la guerre. En entrant en contact avec les Lezoniens, ils révèlent qu'ils ont été contraints à la guerre par un obscur et puissant tiers dégoûté par la Fédération.
Avant que Dorne ne succombe complètement à la maladie, ils font des tests sur lui pour trouver un remède. Ils ont déterminé que le seul moyen possible de le combattre serait de fabriquer un vaccin qui utilise la source d'origine de la maladie. Alors que l'origine du virus remonte à Roak même, il provient d'Asmodeus, le roi du monde des démons, qui avait été tué 300 ans avant la propagation de la maladie. Ronyx demande au groupe d'utiliser une porte du temps sur la planète Styx pour remonter 300 ans dans le passé afin de retrouver Asmodeus lorsqu'il était encore en vie. Pendant que cela fonctionne, Ilia trébuche en s'approchant de la porte. En tant que tels, Ilia et Roddick ont un retard à partir du moment où ils entrent dans la porte du temps, et après le voyage dans le temps, ils se retrouvent séparés de Ronyx et Millie. Les deux groupes s'efforcent de se retrouver, ainsi qu'Asmodeus, dans le but de guérir les membres de leur famille et d'arrêter la guerre.

### Personnages
- Roddick Farrence [note 1] est un épéiste Fellpool de 19 ans et le protagoniste du jeu. Un ami d'enfance de Millie et Dorne qui a servi avec eux en tant que gardiens de la ville avant de se lancer dans l'aventure. Il est joué par Yuri Lowenthal dans la version anglaise, Mamoru Miyano dans le remake japonais et remasterisé[12], et Hiro Yuki sur la Super Famicom originale et remasterisé[13].
- Millie Chliette [note 2] est une praticienne Fellpool de 18 ans en magie de guérison Symbologie qui brandit un bâton, et une amie de longue date portant un intérêt romantique pour Roddick. Elle est jouée par Katie Leigh dans la version anglaise, Hitomi Nabatame dans le remake japonais et remasterisé[12], et Konami Yoshida sur la Super Famicom originale et remasterisé[13].
- Ronyx J. Kenny [note 3] est le capitaine humain de 38 ans du vaisseau spatial Calnus, et utilise un arc et des flèches après avoir laissé son arme phaser derrière lui. Il est le père de Claude C. Kenny, le protagoniste de Star Ocean : The Second Story . Il est joué par Sam Gold dans la version anglaise, Kenji Hamada dans le remake japonais et remasterisé[12], et Akira Okamori sur la Super Famicom originale et remasterisé[13].
- Ilia Silvestri [note 4] est l'officier scientifique en chef humain de 23 ans sur le Calnus, servant sous Ronyx. Elle se bat en utilisant des arts martiaux complétés par des gants ou des griffes, et aime l'alcool. Elle est jouée par Julie Maddalena dans la version anglaise, Sanae Kobayashi dans le remake japonais et remasterisé[12], et Wakana Yamazaki sur la Super Famicom originale et remasterisé[13].
- Cyuss Warren [note 5] est un Highlander de 20 ans qui manie une grande épée large. Fils de Lord Lias, l'un des trois héros des guerres démoniaques, il rêve de devenir le plus grand épéiste du pays. Il est joué par Grant George dans la version anglaise et Hiroki Tochi dans les deux versions japonaises[12],[13].
- Ashlay Bernbeldt [note 6] est un soldat Highlander de 57 ans qui parcourt le monde pour trouver un successeur afin de lui transmettre ses compétences à l'épée. S'il est recruté, il forme une belle relation avec Roddick, et ils partagent bon nombre des mêmes techniques. Il est joué par Michael McConnohie dans la version anglaise, et Norio Wakamoto dans le remake japonais et remasterisé[12], et Kazuhiko Inoue sur la Super Famicom originale et remasterisé[13].
- Phia Melle [note 7] est une Highlander de 20 ans et chef des chevaliers de l'Astral qui utilise des dagues de lancer au combat avec le style Hisho-ken. Elle a des sentiments pour Cyuss, mais les cache sous son désir extérieur d'être un grand chevalier. Elle est jouée par Dorothy Fahn dans la version anglaise, Megumi Toyoguchi dans le remake japonais et remasterisé[12], et Konami Yoshida sur la Super Famicom originale et remasterisé[13].
- Mavelle Froesson [note 8] est une mystérieuse sorcière de 19 ans qui accompagne Ronyx et Millie à Ionis. Son arme est un orbe qu'elle lance sur l'ennemi. Elle est jouée par Tara Platt dans la version anglaise, Hoko Kuwashima dans le remake japonais et remasterisé[12], et Nozomi Nonaka sur la Super Famicom originale et remasterisé[13].
- Ioshua Jerand [note 9] est un Featherfolk de 20 ans qui utilise la magie et qui recherche sa sœur Erys, dont il a été séparé après le meurtre de leurs parents (leur mère est Sarah Jerand, vue dans Star Ocean: The Last Hope) . Il méprise le combat, mais le réalise comme un mal nécessaire pour survivre dans le monde. Il est joué par Ezra Weisz dans la version anglaise, Jun Fukuyama dans le remake japonais et remasterisé[12], et Nobuyuki Hiyama sur la Super Famicom originale et remasterisé[13].
- T'nique Arcana [note 10] est un Lycanthrope de 18 ans qui peut se transformer en loup-garou bleu foncé au combat, et s'entraîne pour devenir un excellent combattant et artiste martial. Il est joué par Vic Mignogna dans la version anglaise, Chihiro Suzuki dans le remake japonais et remasterisé[12], et Takuya Fujisaki sur la Super Famicom originale et remasterisé[13].
- Pericci [note 11] est une Lesser Fellpool de 16 ans avec des caractéristiques félines plus prononcées, notamment des oreilles et des crocs félins. Pericci sert de soulagement comique, en commençant par des statistiques faibles mais gagne plusieurs techniques puissantes. Elle est jouée par Alicyn Packard dans la version anglaise, Yukari Tamura dans le remake japonais et remasterisé[12], et Wakana Yamazaki sur la Super Famicom originale et remasterisé[13].
- Erys Jerand [note 12] est la sœur de 17 ans d'Ioshua qui a été kidnappée quand ils étaient enfants et a subi un lavage de cerveau pour devenir un assassin pour le mystérieux Crimson Shield. Elle s'est échappée plus tard et a échangé son corps avec Mavelle pour rechercher le tueur de ses parents en secret. Erys n'apparaît pas dans la version originale sur la Super Famicom et est jouée par Stephanie Sheh en anglais et Kana Ueda en japonais[12].
- Welch Vineyard [note 13] est une mystérieuse voyageuse de 18 ans qui semble un peu étourdie et intéressée à rencontrer des gars. Welch, comme Erys, n'est disponible que dans le remake. Elle est apparue pour la première fois en tant que personnage non jouable dans Star Ocean: Till the End of Time, mais a été ajoutée rétroactivement aux deux premiers jeux[14]. Elle est jouée par Melissa Fahn dans la version anglaise et Tomoe Hanba dans la version japonaise[12].

## Développement
En 1994, les développeurs de jeux vidéo Wolf Team ont signé un accord avec l'éditeur Namco pour sortir le jeu qui serait Tales of Phantasia, qui a ensuite été publié en 1995 au Japon pour la Super Famicom. Cependant, le cycle de développement de ce jeu a été en proie à des conflits créatifs entre les développeurs et l'éditeur, ce qui a conduit une grande partie de l'équipe de développement à partir pour former une nouvelle société, qui deviendrait tri-Ace, ce qui explique certains des thèmes communs entre les jeux., tels que les systèmes de combat similaires.
Une fois Tales of Phantasia terminé, certains des concepteurs du jeu ont estimé que les systèmes de compétences et d'objets de base étaient trop "génériques", et pour leur prochain jeu, ils offriraient une expérience de jeu beaucoup plus profonde. Pour approfondir l'histoire, le système "d'action privée" a été créé pour révéler davantage l'histoire, la personnalité et les relations des personnages, mais le score généré par le jeu à partir de divers choix a été caché aux joueurs car il n'y avait pas d'histoire "bonne" ou "mauvaise". Afin de raconter une histoire "plus grande", l'espace a été choisi comme cadre.
Tales of Phantasia et Star Ocean ont tous deux poussé la puissance de la Super Famicom à ses limites, avec un total de 48 mégabits de données. De plus, Star Ocean était également l'un des deux jeux qui utilisaient une puce spéciale S-DD1 pour aider à la compression de presque tous les graphiques et données cartographiques, ce qui signifie qu'il stockait effectivement encore plus de données que Tales of Phantasia, bien que la compression conduise à une baisse de la qualité audio,. Le jeu comportait également une technologie spéciale appelée « pilote vocal flexible » qui permettait la compression du son, permettant des clips vocaux pour les personnages lors des batailles, un autre trait à la fois très rare pour un jeu Super Famicom et partagé avec Tales of Phantasia. Différents clips vocaux seraient joués selon le scénario ; si les personnages ont été confrontés à des ennemis faibles, ils peuvent dire quelque chose de plus confiant, alors que, comme s'ils étaient confrontés à des ennemis puissants, ils peuvent dire quelque chose de plus effrayant ou frénétique. Les graphiques du mode 7 ont été générés à l'aide d'un logiciel et apparaissent lorsque les objets sortent des coffres au trésor ; le besoin de tuiles supplémentaires, cependant, a limité la mise en œuvre des effets graphiques. Le jeu comportait également un son surround. La planification d'une suite a commencé dès que le développement a été achevé sur Star Ocean. Les commentaires sur les boss faibles ont ensuite conduit à des batailles plus difficiles dans Star Ocean: The Second Story.
Le jeu est sorti le 19 juillet 1996. Malgré son apparition dans le magazine nord-américain de jeux vidéo Nintendo Power en 1996, la version Super Famicom n'a jamais été officiellement publiée en dehors du Japon. Enix America a cessé de publier des jeux en Amérique du Nord à la fin de 1995  en raison de ventes médiocres, et Nintendo avait déjà abandonné la publication de Tales of Phantasia un an auparavant, choisissant plutôt de se concentrer sur la future Nintendo 64. console de jeux vidéo. Cependant, le jeu a été officieusement traduit en anglais par DeJap Translations, qui a créé un patch qui a rendu le jeu entièrement jouable en anglais via l'émulation. Le jeu ne serait officiellement disponible en anglais que 12 ans plus tard, lorsque le jeu a été refait pour la PlayStation Portable sous le nom de Star Ocean: First Departure en 2008.

### First Departure
Star Ocean: First Departure est un remake amélioré  de l'original Star Ocean, développé par TOSE. Les premiers détails du jeu ont été dévoilés lors de la "Star Ocean Special Stage" lors de la Square Enix Party 2007, aux côtés de ceux de Star Ocean : The Second Story . Yoshinori Yamagishi, producteur de la série, a déclaré qu'il voulait que les remakes donnent l'impression qu'il s'agit de jeux complètement nouveaux.
Le jeu est sorti au Japon le 27 décembre 2007, et est sorti en Amérique du Nord et en Europe le 21 octobre 2008 et le 24 octobre 2008 respectivement ; ce qui en fait la première fois que l'original Star Ocean sort officiellement en dehors du Japon. La localisation en anglais a été gérée par Nanica, Inc., avec des services de production de voix off fournis par Epcar Entertainment, Inc.  First Departure utilise une version légèrement modifiée du moteur utilisé pour Star Ocean: The Second Story avec des fonctionnalités similaires, notamment des arrière-plans pré-rendus, des champs de bataille 3D et des animations faciales dessinées à la main,. Production IG a fourni de nouvelles illustrations et des cinématiques animées pour le jeu. De nouveaux personnages jouables ont également été ajoutés. De nouveaux acteurs vocaux et une grande quantité de nouveaux dialogues entièrement exprimés ont été inclus, même certains personnages non-joueurs étant également doublés,. Une édition limitée appelée Star Ocean: First Departure Eternal Edition est sortie exclusivement au Japon aux côtés de la version standard. Il présente une autre boîte d'art et était livré avec une PSP-2000 portable et une pochette de transport sur le thème de Star Ocean.
Un remaster HD de la version PlayStation Portable intitulé Star Ocean: First Departure R pour Nintendo Switch et PlayStation 4 a été annoncé le 25 mai 2019 et devait sortir plus tard cette année-là. La nouvelle version propose une difficulté de jeu rééquilibrée et une vitesse de déplacement de la carte du monde accrue ainsi que la possibilité de basculer entre les portraits de personnages de la version PSP ou des conceptions redessinées basées sur la version Super Famicom. La version anglaise permet au joueur de choisir entre les voix anglaises ou l'audio japonais de la version PSP ou des dialogues réenregistrés des acteurs originaux de Super Famicom.

### Musique
Les partitions de Star Ocean et First Departure ont été composées et arrangées par Motoi Sakuraba,. La musique du jeu a été incluse sur l'album Star Ocean Perfect Sound Collection, sorti le 1er novembre 1996 par Sony Records, qui comprenait des mélanges arrangés de thèmes de la version Super Famicom de Sakuraba, Yoshiharu Gotanda et Kazushi Satoh ainsi que des pistes vocales. Un album contenant de la musique de la version PSP est sorti le 30 janvier 2008 par Sony Music et Square Enix qui contenait 68 pistes sur deux disques. Les critiques ont loué le style rock progressif de Sakuraba et ont souligné son expérimentation musicale tout au long de la partition originale de Star Ocean et de First Departure,. Les morceaux ajoutés à partir de Star Ocean: The Second Story ont reçu des critiques mitigées sur l' album First Departure, ajoutant des thèmes familiers de Star Ocean mais aussi des chansons moins connues au mix. Plusieurs morceaux musicaux manquaient à l'album original et ont été ajoutés à la sortie du remake.
Le remake de First Departure présente la chanson thème "Heart" interprétée par le groupe de musique japonais Asunaro, qui a accompagné l'animation d'ouverture du jeu ainsi que le générique de fin, et a été incluse dans la bande originale officielle de cette version en 2008. Ce thème a été remplacé pour la sortie de First Departure R par la chanson "Atarashī Ippo" (新しい一歩, "The First Step")  de Yauchi Keiko de Shadow of Laffandor.

## Accueil
La version originale sur Super Famicom de Star Ocean s'est vendue à environ 235 000 exemplaires au Japon, dont un peu plus de 175 000 exemplaires ont été vendus en 1996,. Dans une revue rétro de 2009, NintendoLife a fait l'éloge des aspects techniques du jeu, le qualifiant de "l'un des plus beaux jeux Super Nintendo jamais créés" et que la bande-son "ne cesse d'étonner".
Star Ocean : First Departure sur PlayStation Portable s'est vendu à 115 280 exemplaires au cours de sa première semaine au Japon, avec des ventes à vie d'environ 204 996 exemplaires dans la région,. Il a reçu un score total de 31 sur 40 du magazine japonais Weekly Famitsu, basé sur des scores individuels de 8, 7, 8 et 8, ce qui lui a valu le Silver Award de la publication. Alors que les éditeurs pensaient que l'animation et les personnages du titre étaient bien faits et que l'histoire était "charmante", ils ont déploré que les joueurs ne puissent enregistrer leur progression qu'à certains points tels que la carte du monde, qu'ils jugeaient également trop grande et avait un champ de vision limité. .
La version anglaise de First Departure a reçu des critiques mitigées à moyennes, obtenant une note de 77% sur GameRankings  et une moyenne de 74 sur 100 sur Metacritic. De nombreux critiques ont estimé que malgré les graphismes et le son mis à jour, le jeu était toujours moins raffiné que les jeux de rôle plus modernes. IGN a trouvé que le jeu avait un "récit fade et maladroit" avec des "personnages faibles", mais qu'il plairait aux fans de jeux plus anciens, déclarant "Si vous pouvez regarder First Departure et comprendre qu'il est basé sur un très vieux titre, vous pourrez probablement ignorer les problèmes et obtenir une bonne dose de satisfaction". GameSpot a également déclaré que le titre avait "un attrait limité" en plus de fournir peu de défi. Andrew Fitch de 1UP.com, cependant, a qualifié First Departure de "classique négligé" avec "des minuties d'artisanat ridiculement captivantes" et de nombreuses combinaisons de personnages qui augmentent sa valeur de relecture. GameSpy déclarerait également que "Malgré quelques problèmes mineurs, Star Ocean: First Departure est l'un des meilleurs remakes que Square Enix ait apporté aux consoles portables." 
First Departure R pour la PlayStation 4 a obtenu une moyenne de 73 sur 100 de Metacritic. Dualshockers l'a qualifié de "portage décevant d'un JRPG Square Enix excellent mais souvent oublié", remarquant que toutes les améliorations apportées à la version PSP étaient "pour la plupart mineures", telles que le rééquilibrage de la difficulté du jeu. Le site Web a fait remarquer que les conceptions de personnages présentées dans les cinématiques animées créées à l'origine pour la version PSP ne correspondent pas à la nouvelle illustration du remaster, ajoutant que "ces scènes étaient rares, mais elles sont emblématiques du relativement faible effort que Star Ocean First Departure R est. PlayStation Universe a attiré l'attention sur le "gameplay simpliste" et les combats répétitifs du titre, mais a salué l'animation de ses sprites de personnages et ses portraits mis à jour, déclarant finalement que "les aficionados du RPG à la recherche de quelque chose de simple pourraient trouver quelque chose dans First Departure, mais ne vous attendez pas bien plus qu'un remake légèrement poli d'un remake.".